# Kanousei Girl
Singles de Chiaki Kuriyama
Ryuusei no Namida
(2010) Cold Finger Girl
(2011)
Kanousei Girl (可能性ガール) est le 2e single de Chiaki Kuriyama sorti sous le label Defstar Records le 17 novembre 2010 au Japon. Il arrive 30e à l'Oricon. Il se vend à 3 774 exemplaires la première semaine et reste classé 6 semaines pour un total de 7 694 exemplaires vendus. Il sort en format CD, CD+DVD et CD Gintama édition.
Kanousei Girl a été utilisé comme thème d'ouverture pour l'anime Yorinuki Gintama-san. Kanousei Girl se trouve sur l'album Circus.

## Liste des titres
Toutes les paroles sont écrites par Ishiwatari Junji.
| 1. | Kanousei Girl (可能性ガール)                                                                        | Hotei Tomoyasu | 4:42 |
| 2. | Ai ni Katachi ga Nai no Nara Doushite Kowaretari Suru no (愛に形がないのならどうして壊れたりするの) | 秋山光良       | 4:16 |

| 1. | Kanousei Girl (可能性ガール) |  |
| 2. | Making of                    |  |

Toutes les paroles sont écrites par Ishiwatari Junji.
| 1. | Kanousei Girl (可能性ガール)                                                                        | Hotei Tomoyasu | 4:42 |
| 2. | Ai ni Katachi ga Nai no Nara Doushite Kowaretari Suru no (愛に形がないのならどうして壊れたりするの) | 秋山光良       | 4:16 |
| 3. | Kanousei Girl (Instrumental) (可能性ガール)                                                         | Hotei Tomoyasu | 4:41 |
| 4. | Kanousei Girl (Gintama Opening ver.) (可能性ガール)                                                 | Hotei Tomoyasu | 1:30 |